# Nepenthes petiolata
Nepenthes petiolata Danser, 1928 è una pianta carnivora della famiglia Nepenthaceae, endemica dell'isola di Mindanao, nelle Filippine, dove cresce a 1450–1900 m.

## Conservazione
La Lista rossa IUCN classifica Nepenthes petiolata come specie vulnerabile.